# Mautern und Rossatz
Die Herrschaft Mautern und Rossatz war eine Grundherrschaft im Viertel ober dem Wienerwald im Erzherzogtum Österreich unter der Enns, dem heutigen Niederösterreich.

## Ausdehnung
Die Herrschaft bestand weiters aus den Lehen Wolfpassing und Wieselburg und umfasste zuletzt die Ortsobrigkeit über Mautern, Mauterbach, Hundsheim, Unterbergern, Oberbergern, Rührstorf, St. Lorenz, Kienstock, Rossatz und Rossatzbach. Der Sitz der Verwaltung befand sich in Mautern.

## Geschichte
Der letzte Inhaber der Herrschaft, die eine Fideikommissherrschaft war, jedoch mit Ausnahme der als Allod vergebenen Orte Rossatz und Rossatzbach, Carl Graf von Schönborn, löste die Herrschaft nach den Reformen 1848/1849 auf.